# Moritz Schlick
Moritz Schlick (14. dubna 1882 Berlín – 22. června 1936 Vídeň) byl německý fyzik a filosof, zakladatel Vídeňského kroužku a jeden ze zakladatelů logického pozitivismu, pokusu o přísně vědeckou filosofii.

## Život
Schlick se narodil v židovské rodině, po maturitě v Berlíně studoval přírodní vědy a matematiku v Heidelbergu, v Lausanne a v Berlíně, kde roku 1904 promoval u Maxe Plancka prací o odrazu světla. Roku 1907 se oženil a studoval dva semestry psychologii v Curychu. Roku 1911 se habilitoval na univerzitě v Rostocku prací „Povaha pravdy podle moderní logiky“ a do roku 1921 tam také přednášel. V Rostocku se spřátelil s Albertem Einsteinem a roku 1918 vydal své hlavní dílo, „Obecná nauka o poznání“, kde zastával proti pozitivistům a novokantovcům stanovisko gnozeologického realismu. Roku 1921 byl profesorem v Kielu a roku 1922 nastoupil po E. Machovi jako profesor ve Vídni. Z debatního kroužku, který roku 1924 založil, vznikl slavný Vídeňský kroužek. Kromě úzce vědecko-filosofických témat se zabýval také etikou a estetikou. 22.6. 1936 ho po šestiletém pronásledování zastřelil z osobní zášti a žárlivosti bývalý student Johann „Hans“ Nelböck (byla u něj diagnostikována schizofrenní  psychóza). Vrah u soudu svůj čin zdůvodňoval nutností omezit vliv židovského myšlení ve filosofii, k němuž počítal Schlickův logický pozitivismus, jeho kritiku metafyziky a ateismus. Nelböck byl sice odsouzen k deseti letům vězení, ale po anšlusu Rakouska, byl podmíněně propuštěn a stal se mučedníkem nacistických a antisemitských kruhů v Rakousku. Schlickova smrt a další politický vývoj ukončily existenci „Vídeňského kroužku“. Na schodišti filosofické fakulty vídeňské univerzity, kde k vraždě došlo, je umístěna pamětní deska.